# Barbacenia pungens
Barbacenia pungens là một loài thực vật có hoa trong họ Velloziaceae. Loài này được (N.L.Menezes & Semir) Mello-Silva mô tả khoa học đầu tiên năm 2008.